# Heterophleps sinuosaria
Heterophleps sinuosaria là một loài bướm đêm trong họ Geometridae.